# Художествена литература
Художествената литература е изкуство, което си служи със словото. Основните ѝ форми са поезия и проза, които се подразделят на литературни родове – лирика, епос, драма.
Преди появата на писмеността хората си разказвали различни истории. Така се родило устното народно творчество, или фолклорът. Днес по-голямата част от литературата е писано слово – книги.

## Древните разказвачи
Античната литература се родила от фолклора и митологията. Древните гърци възпявали своите богове и герои в поеми или в драматургични творби. Поемата „Илиада“ отразява древногръцките предания за Троянската война. В Китай и Индия поетите разказвали истории за началото на света, за загадките на живота и смъртта.

## Писаното слово
Творчеството на древните автори се предавало устно. Някои от творбите им били записани векове след създаването им. Но много малко стигнали до нас в цялостен вид. До Средновековието книгите в Европа се преписвали на ръка. През 1445 г. била изобретена печатарската преса. Това допринесло за развитието на книгоиздаването.

## Основни форми на художествената литература

### Проза
Художествената проза се нарича още белетристика (т.е. хубав разказ). Това са разкази, новела, повести, романи. Особена популярност романът придобил през XIX в., когато все повече обикновени хора знаели да четат. Сред най-известните романисти от това време са Чарлз Дикенс, Виктор Юго, Лев Толстой, Антон Чехов, Достоевски и много други, които днес наричаме класици.

### Поезия
Поезия са литературни произведения, написани в стихотворна форма. Стиховете се подчиняват на определен ритъм и рима. Творбите могат да бъдат кратки, като японското „хайку“, или дълги, подобно на поемата на Джон Милтън „Изгубеният рай“. Поемата може да разказва някаква история, трагична или смешна, може да бъде сантиментална и да разкрива най-съкровените чувства на поета.

## Литературни жанрове

### Епос и лирика
Епосът обикновено описва действията и преживяванията на герои. Може да е в стихотворна или прозаична форма.
 В Древна Гърция лирика се наричали стихотворения, изпълнявани при акомпанимент на лира. В лириката преобладават чувствата и мислите на автора. Обикновено е в стихотворна форма.

### Драма
Драмата възникнала в Древна Гърция. Тя се играе от актьори пред публика и обикновено се пише в диалогична форма. Театърът разчита на изкуството на режисьора, актьорите, сценографите. Основните видове на драмата са трагедията и комедията.

## Творческият процес
Писателите наблюдават и анализират действителността и създават особен, художествен свят. Някои автори предпочитат да пишат в определен жанр – хумористичен, криминален, любовен, исторически, философски, фантастичен и т.н. Някои описват собствения си живот (автобиография) или живота на известни хора (биография).

## Детски писатели
До XVIII в. книгите за деца били съвсем малко. Днес едни от най-добрите писатели пишат специално за деца. Творби като „Мечо пух“ на Алън Милн или „Пипи Дългото Чорапче“ на Астрид Линдгрен, са вече класика, а героите им са познати в цял свят.

## Книгоиздаване
Преди да стигне до читателя, всяка книга изминава дълъг път. Понякога авторът създава творба по своя идея и я предлага на някое издателство, в други случаи издателството му поръчва книга на определена тема. Писателят подписва договор с издателите, според който получава определено парично възнаграждение. Издателството се занимава с редактирането, оформянето и отпечатването на книгата.